# Протест в Москва през 1963 г.
На 18 декември 1963 г. студенти от Гана и други африкански страни организират протест на Червения площад в Москва в отговор на предполагаемото убийство на студента по медицина Едмънд Асаре-Адо. Някои сведения за броя на участниците са за 500–700 човека, но според участвалия в събитията ганайски лекар Едуард На, протестиращите са били най-много 150. Посланикът на Гана в Съветския съюз Джон Банкс Елиът поисква милиционерска защита за ганайското посолство.
Това е първият познат политически протест на Червения площад от края 1920-те години до 1963 г.

## Обстановка
Тогава Едмънд Асаре-Адо е 29-годишен студент от Калининския медицински институт. Тялото му е намерено покрай пуст селски път, водещ към Околовръстния път на Москва.. Африкански студенти твърдят, че е бит от съветски мъж, защото Асаре-Адо ухажвал руско момиче. Африканските студенти основават твърдението си на малката вероятност студент да се разхожда в това отдалечено място. Съветските власти заявяват, че Асаре-Адо е замръзнал до смърт в снега, докато е бил пиян. Според аутопсията, извършена от съветски медици с двама студенти по медицина от Гана като наблюдатели, смъртта е била „ефект от студ в състояние на ступор, причинен от алкохол“. Не са открити следи от физическа травма, с възможното изключение на малък белег на шията.
Обсъждайки инцидента със съветски служители, Елиът посочва западните посолства в Москва („САЩ, Англия, Франция, ФРГ или дори Холандия“) като вероятни подбудители на случилото се. Елиът стига дотам, че предлага студентите, които се „държаха зле“ и „пропуснаха занятия“, да бъдат изгонени от Съветския съюз. Преди студентския поход до Червения площад, Елиът твърди, че студентите са нахлули в посолството на Гана и са повредили мебели и предмети на изкуството.

## Протест
Протестиращите са африкански студенти, учещи в съветски университети и институти. След като се събират сутринта на 18 декември 1963 г., те пишат меморандум за представяне на съветските власти. Протестиращите носят плакати с лозунги „Москва - център на дискриминация“, „Спрете да убивате африканците!“ и „Москва, втора Алабама“ и викат лозунги на английски, руски и френски. Протестиращите се отправят към Спаските порти на Кремъл, където позират за снимки и дават интервюта на западните кореспонденти. Съветската агенция ТАСС отговаря с изявление: „За съжаление е, че срещите на ганайските студенти, които започнаха във връзка с техните претенции към посолството на тяхната страна, доведоха до нарушаване на обществения ред по улиците на Москва. Съвсем естествено е, че това възмущава руския народ.“ 
На 20 декември студентите се връщат към учебните си занятия и милицията преустановява охраната на посолството на Гана.

## Вълнения в България и Чехословакия
Според източници от американската преса от периода, на 12 февруари 1963 милицията в София разпръсква ганайски демонстранти, протестиращи срещу ареста на седем студенти, членове на Панафриканския студентски съюз. Седемнадесет ганайски студенти напускат страната и обвиняват властите на НРБ в бруталност и расизъм. Оше струденти опитват да напуснат страната, но осемдесет от тях са въдворени в близост до София.
На 10 май 1963 в Прага, ЧССР демонстрация на чешки студенти ескалира и те преследват и бият всеки срещнат цветнокож. В резултат от това много африкански студенти напускат Прага и Бърно.